# Rostislav Vargashkin
Rostislav Yevguénievich Vargashkin –en ruso, Ростислав Евгеньевич Варгашкин– (Ulán Bator, Mongolia, 2 de junio de 1933) es un deportista soviético que compitió en ciclismo en la modalidad de pista, especialista en la prueba de contrarreloj.
Participó en dos Juegos Olímpicos de Verano, en los años 1956 y 1960, obteniendo una medalla de bronce en Roma 1960, en la prueba del kilómetro contrarreloj.

## Medallero internacional
| Juegos Olímpicos | Juegos Olímpicos | Juegos Olímpicos  | Juegos Olímpicos  |
| Año              | Lugar            | Medalla           | Competición       |
| ---------------- | ---------------- | ----------------- | ----------------- |
| 1960             | Roma ( Italia)   | Medalla de bronce | 1 km contrarreloj |